# Герхард Венгел
Герхард Венгел (на немски: Gerhard Wengel) е германски летец-изтребител, хауптман (капитан) от Луфтвафе, загинал заедно с още 4-ма германски летци във въздушен бой в защита на София от бомбардировките през Втората световна война.

## Биография
Венгел е роден на 14 януари 1915 г. в Кьонигсберг, Източна Прусия. През Втората световна война, Герхард Венгел е на служба в Луфтвафе, където през февруари 1943 г. е назначен за командир (Gruppenkommandeur) на I./JG 5 „Eismeer“ (1-ва група от Изтребителна ескадра 5 „Ледено море“). От 15 ноември до 9 януари I./JG 5 е пребазирана от Норвегия край Плоещ, Кралство Румъния, на летище Търгшорул Ноу, за да защитава нефтените рафинерии от американските бомбардировки. На 9 януари 1944 г. групата е предислоцирана на летище Враждебна край София.
На следващия ден, 10 януари 1944 г., е първата комбинирана (дневно-нощна) англо-американска бомбардировка над българската столица. В дневния удар, проведен от американците, участват около 330 самолета – 220 бомбардировача от т. нар. вид „Летящи крепости“ и 110 изтребителя, безспорно е потвърдено прякото участие на поне 143 Б-17 „Флайинг Фортресс“ (Boeing B-17 Flying Fortress), 37 Б-24 „Либърейтър“ (Consolidated B-24 Liberator), и 110 изтребителя П-38 „Лайтнинг“ (Lockheed P-38 Lightning). Срещу тях излитат 39 български изтребителя – 2/6 изтребителен орляк с 23 „Девоатин“ D.520 и 3/6 изтребителен орляк с 16 Месершмит Bf 109. Излита и немската I./JG 5 с други 30 изтребителя Me-109G. В последвалия въздушен бой българите свалят 5 бомбардировача и 3 изтребителя, немските летци също се бият, защитавайки София и унищожават 3 бомбардировача .
 В тази битка капитан Герхард Венгел е свален край Радомир, където загива. Погребан е в германския парцел на Централните софийски гробища (според други данни в Банкя).

## Памет
По решение на Столичния общински съвет на 5 ноември 2004 г. с официални почести с участието на германския заместник военен аташе в България, в столичната градина „Мадара“ е открит паметник на Герхард Венгел. На 20 юли 2012 г. през нощта мемориалната плоча на летеца е хулигански разбита На следващия ден надписът с името на капитана е възстановен, като е изсечен в самата морена. След година и половина плочата е възстановената напълно и е тържествено открита повторно на 24 ноември 2013 г. Тази втора плоча също е вандалски откъртена в средата на 2014 г., но оцелява и на 22 юни 2015 г. пак е монтирана на мястото си.